# 賽巴斯提安·哈夫納
賽巴斯提安·哈夫納（德語：Sebastian Haffner, 1907年12月27日—1999年1月2日），原名萊蒙特·普雷策（Raimund Pretzel），德國記者及作家，主要從事近代德國歷史的著作。

## 生平
哈夫納於柏林出生，父親為普魯士公務員。他曾經歷第一次世界大戰，以及後來動盪不安的威瑪共和國時代。1938年，他為了逃避納粹政權的統治，便與其猶太人未婚妻一同移居至英國倫敦，並於倫敦一家報館《觀察家報》任職記者。此時他開始以賽巴斯提安·哈夫納這個筆名從事寫作，並在1954年回到德國（前西德）。哈夫納先後於1954年及1975年為一家德國報館《世界報》及《明星週刊》撰稿，並開始成為了德國的知名人士。哈夫納兩德統一後的於1999年離世，享年91歲。

## 著作
- 1940 《論德國之雙重性格》（Germany: Jekyll & Hyde）
- 1964 《德意志帝國在第一次世界大戰時的七大死罪》（Die sieben Todsünden des deutschen Reiches im Ersten Weltkrieg）
- 1967 《溫斯頓·邱吉爾》（Winston Churchill），
- 1968 《背叛；關於德國在1918-19年之革命》（Der Verrat）
- 1978 《解读希特勒》（Anmerkungen zu Hitler，出版，；The Meaning of Hitler，
- 1979 《不含傳說的普魯士》（Preußen ohne Legende）
- 1980 ，出版，
- 1985 ， 出版，
- 1987 《從俾斯麥到希特勒：歷史回顧》（Von Bismarck zu Hitler: Ein Rückblick），出版，
- 1989 ，出版，
- 1995 ，出版，
- 1997 ，
- 2000 ，（英譯版「一個德國人的故事：1914-33年回憶錄」；約於1939年撰寫，在哈夫納去世後出版）， Charles Taylor 在的評論
- 2000 ，（包括來自的電郵），出版，
- 2002 ，出版，